# 12 Rounds
12 Rounds – brytyjska grupa muzyczna wykonująca muzykę rockową. Ich utwór "Something's Burning" znazał się na ścieżce dźwiękowej fimu All Over Me, a "Just Another Day" na ścieżce dźwiękowej The Princess and the Warrior.

## Dyskografia

### Minialbumy
- 1996: Personally (Polydor)

### Albumy studyjne
- 1996: Jitter Juice (Polydor)
- 1998: My Big Hero (Nothing/Interscope)